# Olesja Malašenko
Olesja Ihorivna Malašenko (in ucraino Олеся Ігорівна Малашенко?; Chișinău, 21 febbraio 1991) è una cestista ucraina.
Ala di 191 cm, milita in Serie A1 italiana nelle file della Virtus Eirene Ragusa.

## Carriera
Cresciuta cestisticamente a Odessa, a soli 16 anni si trasferisce in Belgio e con la maglia del Dexia Namur vince subito una Coppa nazionale. L'anno successivo bissa il successo in Coppa e vince anche il campionato sempre coi colori del Dexia Namur. 
Nell'estate del 2009 arriva la convocazione nella Nazionale ucraina per gli Europei in Lettonia e il trasferimento in Francia nell'Arras Pays d'Artois. Con le francesi disputa due stagioni arrivando in finale di EuroCup prima di trasferirsi nel 2011 in Russia con la maglia del Vologda-Čevakata ove raggiunge le semifinali di EuroCup. 
Dopo solo un anno in Russia, fa ritorno all'Arras Pays d'Artois dove partecipa anche ad un'edizione di Eurolega.
Nell'estate del 2013 passa alla Virtus Eirene Ragusa, neopromossa in Serie A1 italiana.

## Statistiche

### Presenze e punti nei club
Statistiche aggiornate al 30 giugno 2014
| Stagione        | Squadra                            | Competizione | Partite | Partite | Partite | Statistiche tiro | Statistiche tiro | Statistiche tiro | Altre statistiche | Altre statistiche | Altre statistiche | Altre statistiche | Altre statistiche |
| Stagione        | Squadra                            | Competizione | Pres.   | Titol.  | Minuti  | Tiri da 2        | Tiri da 3        | Liberi           | Rimb.             | Assist            | Rubate            | Stopp.            | Punti             |
| --------------- | ---------------------------------- | ------------ | ------- | ------- | ------- | ---------------- | ---------------- | ---------------- | ----------------- | ----------------- | ----------------- | ----------------- | ----------------- |
| 2009-2010       | Arras PA Basket Feminin            | LFB          | 23      |         |         | 69/138           | 13/35            | 30/40            | 111               | 19                | 10                |                   | 207               |
| 2010-2011       | Arras PA Basket Feminin            | LFB          | 28      |         |         | 70/172           | 25/66            | 43/51            | 118               | 39                | 17                |                   | 258               |
| 2012-2013       | Arras Pays D'Artois Basket Feminin | LFB          | 17      |         |         | 62/135           | 17/45            | 27/31            | 82                | 14                | 7                 |                   | 202               |
| 2013-2014       | Passalacqua Ragusa                 | Serie A1     | 34      | 33      | 1.073   | 158/303          | 24/85            | 81/94            | 179               | 22                | 28                | 10                | 469               |
| Totale carriera |                                    |              |         |         |         |                  |                  |                  |                   |                   |                   |                   |                   |

## Palmarès
- Campionato belga: 3
Dexia Namur: 2008-09; Castors Braine: 2018-19, 2019-20
- Coppa belga di pallacanestro: 3
Dexia Namur: 2007-08, 2008-09; Castors Braine: 2018-19